# فیادادانا ، فاندریانا
فیادادانا (به لاتین: Fiadanana) یک منطقهٔ مسکونی در ماداگاسکار است که در Fandriana District واقع شده‌است.
 فیادادانا  ۱۴٬۰۰۰ نفر جمعیت دارد و ۱٬۴۲۷ متر بالاتر از سطح دریا واقع شده‌است.